# Прорва (озеро, Татарстан)
Про́рва (тат. Тирән күл) — озеро левобережной поймы нижнего течения реки Ик на востоке Татарстана в России. Располагается в 1,5 км восточнее села Русский Шуган на территории Шуганского сельского поселения в южной части Муслюмовского района.
Находится в болотистой пойме на высоте около 75 м над уровнем моря, между озёрами Мочальное и Островского. Площадь водного зеркала — 0,6 га. Вытянуто в широтном направлении на 350 м, шириной — до 40 м. По берегам заросли древесно-кустарниковой растительности.